# Goephanes bipartitus
Goephanes bipartitus là một loài bọ cánh cứng trong họ Cerambycidae.